# Rhinoglena frontalis
Rhinoglena frontalis is een soort in de taxonomische indeling van de raderdieren (Rotifera). 
Het dier behoort tot het geslacht Rhinoglena en behoort tot de familie Epiphanidae. De wetenschappelijke naam van de soort werd voor het eerst geldig gepubliceerd in 1853 door Ehrenberg.